# Orazio Albani
Orazio Albani (Urbino, 7 ottobre 1576 – Roma, 1653) fu dapprima ambasciatore del Ducato di Urbino a Roma e successivamente senatore romano dal 1633 al 1645, nominato da papa Urbano VIII. Fu nonno di papa Clemente XI.

## Biografia
Figlio di Annibale Albani, fu ambasciatore ordinario del duca d'Urbino a Roma e dal 1624 iniziò ad occuparsi attivamente di amministrazione, contribuendo alla revisione del ducato di Urbino e Pesaro nei confronti della Santa Sede.
Nel 1633 venne nominato senatore di Roma per volere di papa Urbano VIII, rimanendo in carica sino al 1645.
Nel 1668 fece da mediatore affinché l'Università di Urbino venisse eguagliata alle altre accademie dello Stato Pontificio.

## Matrimonio e figli
Orazio si sposò a Roma con Olimpia Staccoli, figlia di Girolamo Staccoli, patrizio di Urbino. La coppia ebbe i seguenti eredi:
- Annibale (1605-1650), Primo Custode della Biblioteca Apostolica Vaticana 1640, Datario della Sacra Penitenziaria
- Girolamo (1606-?), prevosto della Cattedrale di Urbino, Vicario Generale della Diocesi di Urbino
- Giorgio (1608-giovane)
- Giulia (morta infante)
- Filippo (morto infante)
- Filippo (m. 1655), canonico di Santa Maria di Trastevere di Roma
- Carlo (morto infante)
- Guido (morto giovane)
- Giuseppe (morto giovane)
- Carlo (1623-1684), patrizio di Urbino, maestro di camera del cardinale Francesco Barberini, sposò Elena Mosca, figlia del conte Giovanni Francesco Mosca, nobile di Pesaro, e di Lucia dei marchesi Nembrini. Questi fu padre di papa Clemente XI.